# Dactylopusia longipes
Dactylopusia longipes is een eenoogkreeftjessoort uit de familie van de Dactylopusiidae. De wetenschappelijke naam van de soort is voor het eerst geldig gepubliceerd in 1873 door Boeck.